# فیزویل (تگزاس)
فیزویل (به انگلیسی: Faysville) یک منطقهٔ مسکونی در ایالات متحده آمریکا است که در شهرستان ایدالگو، تگزاس واقع شده‌است. فیزویل ۲٫۴ کیلومتر مربع مساحت و ۴۳۹ نفر جمعیت دارد و ۲۶ متر بالاتر از سطح دریا واقع شده‌است.